# Liste der Flaggen im Saarland
Die Liste der Flaggen im Saarland enthält die Flaggen der Landeshauptstadt Saarbrücken und der Landkreise im Saarland.

## Landesflagge und Landesdienstflagge
| Bundesland | Hissflagge                   | Kommentare |
| ---------- | ---------------------------- | --- |
| Saarland   | Landes- und Dienstflagge 3:5 | Durch Gesetz festgelegt am 1957: „Die Landesfarben sind Schwarz-Rot-Gold. Das Landeswappen wird durch Gesetz bestimmt.“ „Die Landesfarben sind Schwarz-Rot-Gold. Die Flagge des Saarlandes hat die Form eines Rechtecks, dessen Breite sich zur Länge wie drei zu fünf verhält, und zeigt in drei gleich breiten Querstreifen von oben nach unten die Landesfarben. Auf dem roten Streifen steht in der Mitte, in den schwarzen und in den goldenen Streifen je bis zur Hälfte übergreifend, das Landeswappen. Die Landesflagge kann auch in der Form Banners gesetzt werden.“ „Das Wappen des Saarlandes zeigt in einem gevierten Halbrundschild: oben rechts einen goldgekrönten silbernen Löwen in blauem, von silbernen Kreuzen besätem Feld, oben links in Silber ein rotes geschliffenes Balkenkreuz, unten rechts in Gold einen roten Schrägrechtsbalken, belegt mit drei gestümmelten silbernen Adlern, unten links in Schwarz einen rotgekrönten, rotbewehrten goldenen Löwen.“ |

## Landeshauptstadt Saarbrücken

Saarbrücken

## Landkreise

Landkreis Merzig-Wadern
Landkreis Neunkirchen
Landkreis Sankt Wendel
Saarpfalz-Kreis
Regionalverband Saarbrücken
Landkreis Saarlouis